# Jacob Christian Jacobsen
Jacob Christian Jacobsen (Copenaghen, 2 settembre 1811 – Roma, 30 aprile 1887) è stato un imprenditore e filantropo danese, autodidatta, fondò nel 1844 la birreria Carlsberg e nel 1876 la Fondazione Carlsberg per lo studio delle scienze.
Fu un grande collezionista d'arte, uno dei maggiori del suo tempo. In seguito la collezione fu ospitata nel Ny Carlsberg Glyptotek, un museo fondato nel 1888 a Copenaghen dal figlio Carl Jacobsen.

## Biografia
Jacob Christian Jacobsen nacque a Copenaghen nel 1811. Nel 1835 rilevò il piccolo birrificio paterno trasformandolo dal 1844 in poi in una grande azienda per la produzione industriale di birra con il nome di "Carlsberg-Bryggerier Kjøbenhavn". A differenza dei piccoli birrifici dell'epoca, si affidò in particolare all'uso delle conoscenze scientifiche per garantire una qualità costante e una produzione efficiente; si affidò anche alle tradizioni birrarie tedesche, che aveva conosciuto durante un soggiorno a Monaco di Baviera. Nella ricerca della produzione di birra di alta qualità, nel 1875 fondò il Laboratorio Carlsberg.
L'azienda è stata continuata da suo figlio Carl Jacobsen dopo la morte di Jacobsen ed è attualmente uno dei più grandi e conosciuti produttori di birra al mondo.
In ambito sociale, Jacobsen sostenne la corrente nazional-liberale nella politica danese e la rappresentò più volte come deputato tra il 1854 e il 1871. Inoltre, fu attivo in vari campi come filantropo e mecenate delle arti. Ad esempio, finanziò la ricostruzione del castello di Frederiksborg, che era stato gravemente danneggiato da un incendio nel 1859.